# Hans-Dieter Roos (Fußballtrainer)
Hans-Dieter Roos (* 22. Mai 1937 in Simmern/Hunsrück) ist ein ehemaliger deutscher Fußballtrainer.

## Leben
Als Aktiver spielte er beim VfR Simmern und bei Marathon Remscheid. Mit Remscheid wurde er 1968 Deutscher Amateurmeister. Im Jahr 1972 durchlief er erfolgreich die Ausbildung zum Fußball-Lehrer. Seine erste Anstellung im Profibereich der Fußball-Bundesliga fand von 1972 bis 1975 beim 1. FC Köln als Jugend- und Amateurtrainer statt. Zur Runde 1975/76 wurde er Co-Trainer unter Dietrich Weise bei Eintracht Frankfurt und betreute auch deren Amateure. Als Weise sich zu Fortuna Düsseldorf veränderte, war Roos vom 1. Juli bis zum 8. November 1976 kurzzeitig Cheftrainer bei der Eintracht. Nachdem die Eintracht nach zwölf Saisonspielen nur auf dem 16. Platz lag, wurde er jedoch entlassen. Neuer Cheftrainer der Mannschaft um Jürgen Grabowski und Bernd Hölzenbein wurde der Ungar Gyula Lóránt. Diese Anstellung war auch seine letzte als Cheftrainer in der Bundesliga. In die Geschichte Eintracht Frankfurts ging er ein als der erste während einer Bundesligasaison entlassene Trainer.
Später arbeitete er bei Eintracht Trier, den Stuttgarter Kickers, beim ESV Ingolstadt und der SpVgg Fürth in der 2. Bundesliga.

## Stationen als Trainer
| 1972 – 1975              | 1. FC Köln Jugend und Amateure              |
| Saison 1975/76           | Eintracht Frankfurt Co-Trainer und Amateure |
| Juli – November 1976     | Eintracht Frankfurt                         |
| Januar 1977 – März 1978  | Eintracht Trier                             |
| 1978 – Oktober 1980      | Stuttgarter Kickers                         |
| Januar 1981 – April 1981 | ESV Ingolstadt                              |
| Juli – November 1981     | SpVgg Fürth                                 |
| 1984                     | Jugendleiter Stuttgarter Kickers            |
| Januar 1986 – 1987       | Stuttgarter Kickers Amateure                |
| Saison 1987/88           | SpVgg Ludwigsburg                           |
|                          |                                             |